# Municipio de Lee Center
El municipio de Lee Center (en inglés: Lee Center Township) es un municipio ubicado en el condado de Lee en el estado estadounidense de Illinois. En el año 2010 tenía una población de 593 habitantes y una densidad poblacional de 6,27 personas por km².

## Geografía
Según la Oficina del Censo de los Estados Unidos, el municipio tiene una superficie total de 94.56 km², de la cual 93,97 km² corresponden a tierra firme y (0,62 %) 0,59 km² es agua.

## Demografía
Según el censo de 2010, había 593 personas residiendo en el municipio de Lee Center. La densidad de población era de 6,27 hab./km². De los 593 habitantes, el municipio de Lee Center estaba compuesto por el 99,66 % blancos, el 0,17 % eran de otras razas y el 0,17 % eran de una mezcla de razas. Del total de la población el 1,18 % eran hispanos o latinos de cualquier raza.